# Lammskär (Eckerö, Åland)
Lammskär är en ö i Åland (Finland). Den ligger i Bottenhavet eller Skärgårdshavet och i kommunen Eckerö i landskapet Åland, i den sydvästra delen av landet. Ön ligger omkring 33 kilometer nordväst om Mariehamn och omkring 300 kilometer väster om Helsingfors.
Öns area är 6,1 hektar och dess största längd är 440 meter i nord-sydlig riktning.